# Abendgymnasium Innsbruck
Das Abendgymnasium Innsbruck (offiziell: Bundesgymnasium, Bundesrealgymnasium und Wirtschaftskundliches Realgymnasium für Berufstätige Innsbruck) ist das einzige Abendgymnasium in Tirol und Vorarlberg. Es besteht seit Herbst 1945 und war zunächst eine Gründung der Arbeiterkammer und des Gewerkschaftsbunds als Arbeitermittelschule. In den 1960er Jahren wurde es von der Republik Österreich als Bundesgymnasium übernommen. Das Abendgymnasium teilt sich das Schulgebäude mit dem Bundesrealgymnasium Innsbruck.
Aufnahmebedingungen sind ein österreichischer oder vergleichbarer Pflichtschulabschluss und ein Mindestalter von 17 Jahren. Das Abendgymnasium Innsbruck ist wie alle österreichischen Abendgymnasien durch das Schulunterrichtsgesetz für Berufstätige, Kollegs und Vorbereitungslehrgänge (SchUG-BKV) geregelt und dementsprechend eine völlig semestrierte und modularisierte Schule, in der es keine Klassen im engeren Sinn mehr gibt. Aufgabe der Abendgymnasien ist laut SchUG-BKV die Ermöglichung individueller Bildungslaufbahnen und die Auflösung von Klassen und Schulstufen. Die als eigenberechtigt geltenden Studierenden wählen die zu absolvierenden Module selbst. Sie bestimmen damit die inhaltliche Ausrichtung des belegten Semesters und ihre Studiengeschwindigkeit.
Das Abendgymnasium Innsbruck ist derzeit (2018) das größte Oberstufengymnasium in Tirol. Es deckt die wesentlichen Teile der österreichischen Lehrpläne für die Sekundarstufe II ab; allerdings entfällt das Fach Sport. Eine Vorreiterrolle spielte das Abendgymnasium Innsbruck in den 1990er-Jahren in der Entwicklung des Matura-Fernstudiums. Im Fernstudium findet nur die Hälfte der Schulstunden als sog. Sozialphase in der Schule statt, die zeitliche und örtliche Gestaltung der anderen Hälfte liegt als Individualphase in der Verantwortung der Studierenden. Der Fernunterricht wird obligatorisch durch Internet-Unterstützung begleitet. Über das Fernstudium erweitert sich der Einzugsbereich des Abendgymnasiums Innsbruck auf ganz Nordtirol, Osttirol, Südtirol, Vorarlberg und Südbayern.